# 滋賀県道285号中河内木之本線

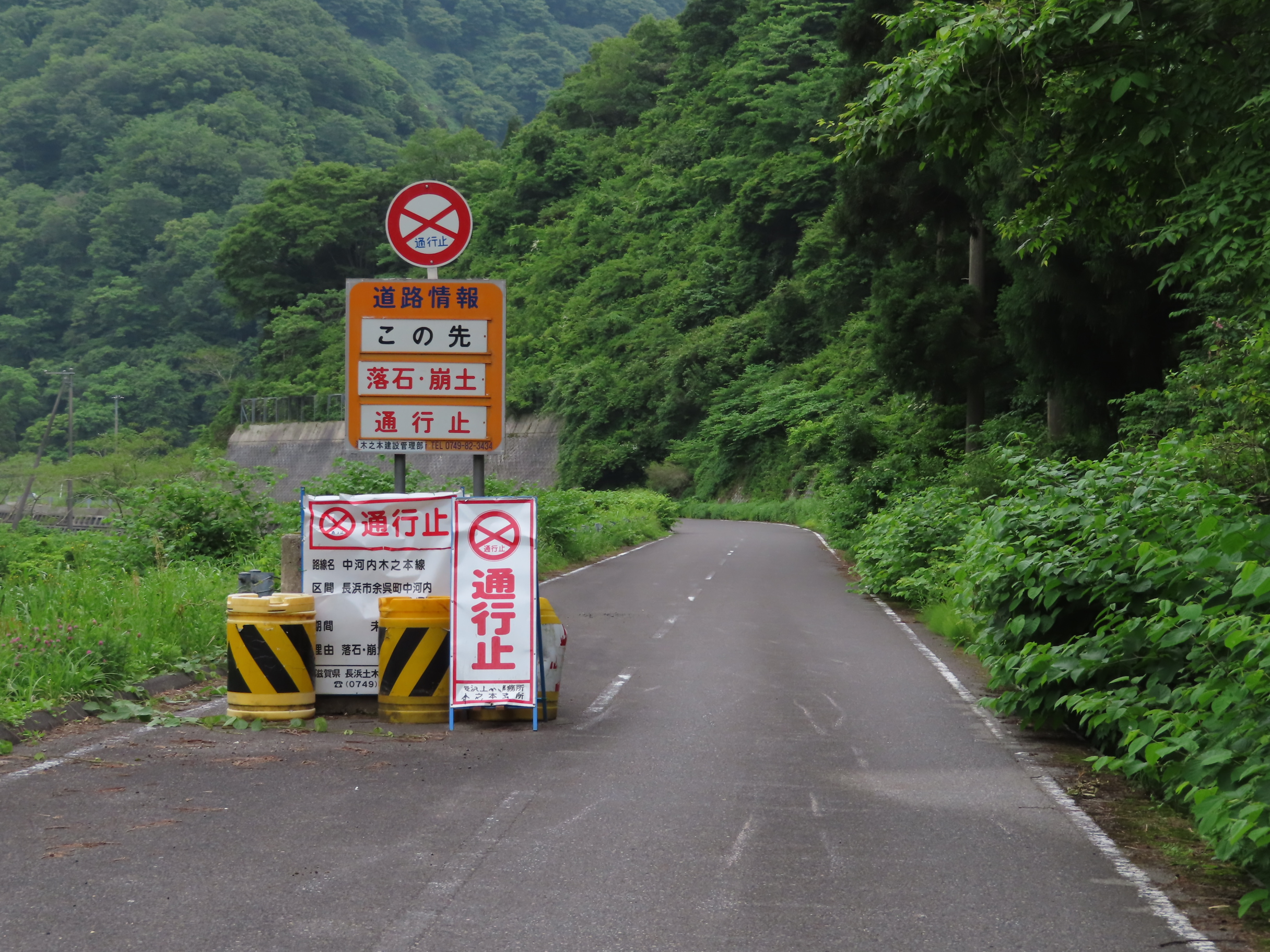
長浜市余呉町中河内。通行止めの標識が掲示されている。

滋賀県道285号中河内木之本線（しがけんどう285ごう なかのかわちきのもとせん）は、滋賀県長浜市を通る一般県道である。

## 概要
長浜市余呉町中河内から長浜市木之本町川合に至る。
高時川に沿って渓谷を走るが、丹生ダム建設、および路肩崩落のため通行不能区間がある。ダム建設が正式に中止になったが、不通区間は2026年（令和8年）度に復旧する事になった。

### 路線データ
- 起点：長浜市余呉町中河内（国道365号交点）
- 終点：長浜市木之本町川合（国道305号交点、滋賀県道281号川合千田線起点）
- 総延長：27.8 km

## 路線状況

### 重複区間
- 滋賀県道284号杉本余呉線（長浜市余呉町上丹生 - 長浜市余呉町下丹生）

### 道路施設

#### 橋梁
- 野神橋（高時川、長浜市）

#### トンネル
- 北海道トンネル：延長239 m、2001年（平成13年）竣工、長浜市
- 明神トンネル：延長101 m、2000年（平成12年）竣工、長浜市
- 七々頭トンネル：延長104 m、1998年（平成10年）竣工、長浜市

## 地理

### 通過する自治体
- 長浜市

### 交差する道路

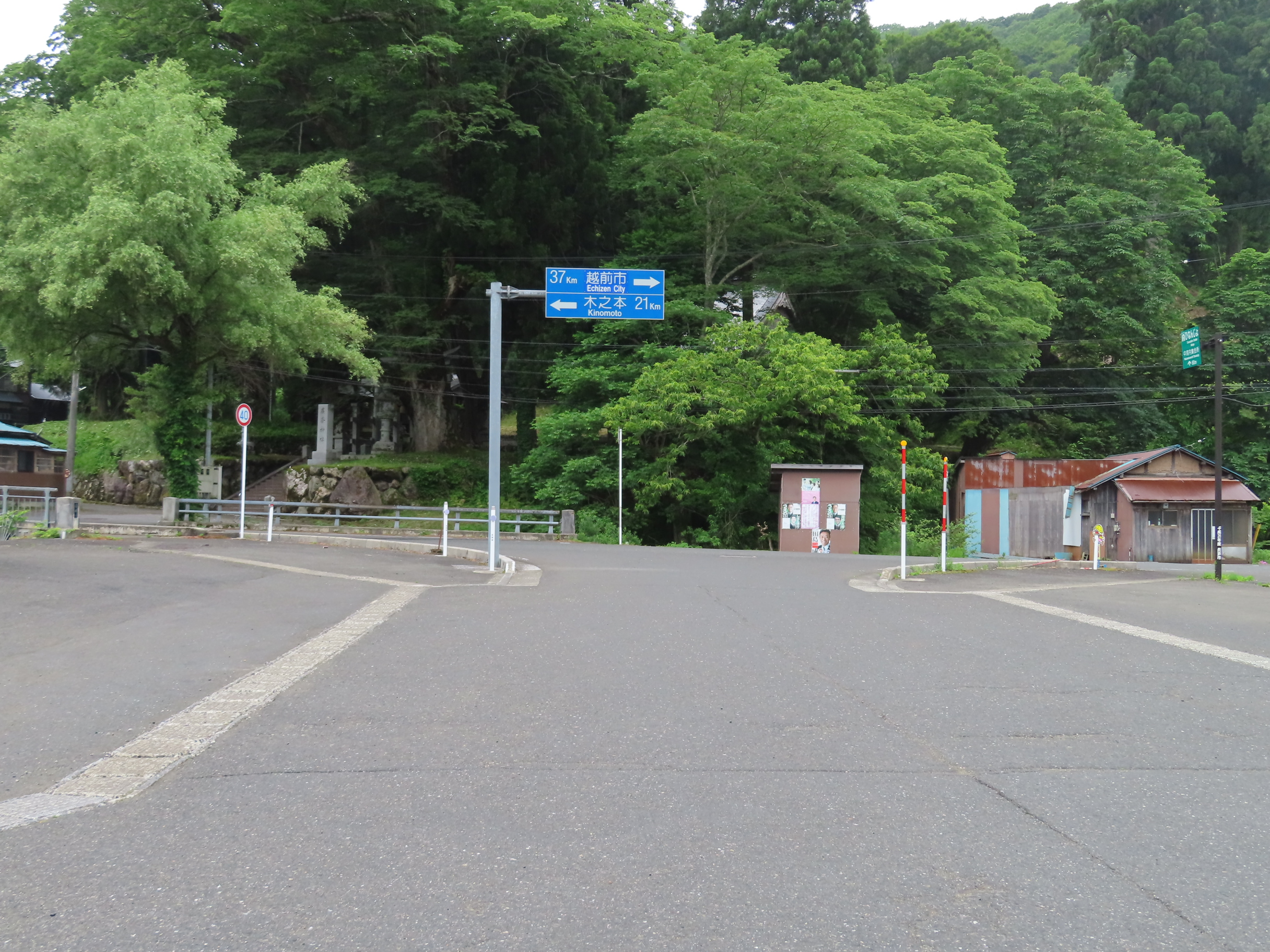
終点（長浜市余呉町中河内）

| 交差する道路                         | 交差する場所 | 交差する場所 |
| ------------------------------------ | ------------ | ------------ |
| 国道365号                            | 余呉町中河内 | 起点         |
| 滋賀県道284号杉本余呉線 重複区間起点 | 余呉町上丹生 |              |
| 滋賀県道284号杉本余呉線 重複区間終点 | 余呉町下丹生 |              |
| 国道303号 滋賀県道281号川合千田線    | 木之本町川合 | 終点         |

- 終点（長浜市余呉町中河内）

### 沿線
- 西光院
- 丹生小学校小原分校跡
- 六所神社
- 特定非営利活動法人 子ども自立の郷ウォームアップスクールここから（旧余呉町立丹生小学校）
- 余呉交流促進センター
- 丹生神社
- 余呉丹生郵便局
- 大見渓流
- 医王寺
- 大見地蔵堂
- 関西電力高時川発電所
- 木之本警察署 高時警察官駐在所